# Koteleanka, Polonne
Koteleanka (în ucraineană Котелянка) este o comună în raionul Polonne, regiunea Hmelnîțkîi, Ucraina, formată numai din satul de reședință.

## Demografie
Componența lingvistică a comunei Koteleanka
     Ucraineană (99,27%)
     Alte limbi (0,61%)
Conform recensământului din 2001, majoritatea populației comunei Koteleanka era vorbitoare de ucraineană (99,27%), existând în minoritate și vorbitori de alte limbi.